# Re:AcT
Re:AcT（リアクト）は、株式会社mikaiが運営するバーチャルYouTuber事務所。

## 概要
当初は「KAGAYAKI STARS」の名称で設立された。設立当初は「歌って踊れるVTuberの発掘・育成」を目的として運営されていた。その後、各タレントの特性や方針に合わせた売り出し方へ方針転換することになったため、2018年12月5日に事務所の名称を現在の「Re:AcT」へ変更した。事務所名の変更後は、各タレントに合わせた部門が発足し、その後も「KAGAYAKI STARS」の名称はプロジェクトの名称として使用された。なお、2020年以降にデビューしたタレントおよび2020年8月時点の公式サイトでは部門分けがなされていない。またTwitchでのゲーム配信がメインとなるプロジェクト「Re:AcT Gaming」も存在する。

## 略歴
2018年
- 7月、1期生がデビュー。
- 8月31日、2期生がデビュー。
- 10月19日、METEOがデビュー。
- 12月5日、事務所の名称を「Re:AcT」へ変更。

2019年
- 3月14日、新プロジェクト「Re:A projecT」始動。
- 9月17日、すたーべあ!がデビュー。

2020年
- 7月26日、男性アイドルユニット『Sugar Stella』が活動開始。

2021年
- 4月28日、『Sugar Stella』が活動終了。

2023年
- 3月10日、新規バーチャルゲーミングプロジェクト「Re:AcT Gaming」（RAG）が発足し、天華あむ、小夜シグレ、狐宵いなりがデビュー。
- 8月29日、同年9月30日をもって姫熊りぼん、かしこまり両名が卒業することが発表された。かしこまりは卒業後に株式会社ビークエストに移籍することも併せて発表された。
- 10月6日、同年10月30日をもって美睡シュカが卒業することが発表された。
- 12月13日、同年12月30日に開催されるオフラインライブ「ユメニミタカラ 〜MAGICAL HARMONY〜」をもって2020年12月より運営している「ReAliz」・「kaleidscope」・「Parfait」および2021年11月より運営している「sinkirow」の各レーベル統合と2022年8月より活動している「Re:Mixx」の解散が発表された。

2024年
- 1月4日、同年1月31日をもって宇佐美ユノが卒業することが発表された。
- 2月1日、神輿たらんについて、かねてより契約に抵触する行為があったが改善されず再び契約違反行為があったとして契約解除したことを発表した。
- 3月10日、RAG2期生のデビュー告知。
- 3月31日、株式会社mikai主催のVTuberおよびストリーマー限定APEX大会「RGC Apex Legends」開催。

- 4月26日、RAG2期生として白妙とき、浅葱なぎさがデビュー。
- 5月6日、水瓶ミア無期限活動休止を発表[21]。
- 9月15日、水瓶ミア活動再開。

| 2025年 |
- 3月中に3名のVTuberがデビューすることが告知された[22]。
- 3月3日、3月デビューの1人目がかつてRe:AcTに所属し2021年末で卒業した白音ゆきであることが発表[23]。
- 3月26日、Re:AcT Gaming所属の浅葱なぎさについて、契約に抵触する行為に関して改善されなかったため契約解除が発表。
- 3月28日、Re:AcT Gamingより4月中に2名のVTuberがデビューすることが告知された。

## 所属タレント

### 現在の所属タレント
2025年3月1日時点
| 名前               | 活動開始日    | 誕生日   | YouTube                                | 登録者数（万人） | 所属ユニット                       | 備考 |
| ------------------ | ------------- | -------- | -------------------------------------- | ---------------- | ---------------------------------- | --- |
| 獅子神レオナ       | 2018年9月14日 | 8月16日  | 獅子神レオナ/レオナちゃんねる          | 33.4             | Re_KMKL ちーむきゅーてぃくる       | KAGAYAKISTARS第2期生出身                                                                                       |
| 花鋏キョウ         | 2018年9月14日 | 7月24日  | 花鋏キョウ*Kyo Hanabasami              | 33.1             | Re_KMKL                            | KAGAYAKISTARS第2期生出身                                                                                       |
| 水瓶ミア           | 2018年9月14日 | 2月24日  | 水瓶ミア/ミアちゃんねる                | 3.09             | Re_KMKL ちーむきゅーてぃくる       | KAGAYAKISTARS第2期生出身                                                                                       |
| 夢川かなう         | 2018年9月14日 | 4月14日  | 夢川かなう/Kanau ch 夢川かなう         | 3.53 0.5770      | Re_KMKL                            | KAGAYAKISTARS第2期生出身 今まで以上に歌に力を入れて活動するため、 2024年4月14日に新しいYouTubeチャンネルを開設 |
| 天川はの           | 2019年9月17日 | 5月1日   | 天川はの/AmakawaHano                   | 11.6             | すたーべあ!                        | |
| 丸餅つきみ         | 2020年4月30日 | 10月1日  | Marumochi Tsukimi / 丸餅つきみ         | 1.46             |                                    | |
| 月紫アリア         | 2021年4月23日 | 10月16日 | 月紫アリア / Tsukushi Aria             | 7.04             | Melty R.I.P. ねころまんさー        | |
| 猫乃ユキノ         | 2021年5月27日 | 11月10日 | 猫乃ユキノ／NekonoYukino               | 5.78             | ねころまんさー                     | 元個人勢 |
| 九楽ライ           | 2021年11月3日 | 5月30日  | Kulaku Lie ch.九楽ライ                 | 4.93             | Melty R.I.P. はな組                | |
| 皇ロゼ             | 2021年11月3日 | 1月23日  | 皇ロゼ／SumeragiRose ch                | 2.57             | はな組                             | |
| 魔光リサ           | 2022年4月2日  | 11月1日  | 魔光リサ - Lisa Makoh -                | 4.11             | REVERBERATION つばさぐらでーしょん | |
| 稀羽すう           | 2022年4月2日  | 5月22日  | 稀羽すう - Suu Usuwa -                 | 9.46             | REVERBERATION つばさぐらでーしょん | |
| 音伽ねむ           | 2022年8月12日 | 2月4日   | 音伽ねむ - Nemu Otogi -                | 1.29             |                                    | ミクチャで実施された公開オーディションより選出                                                                 |
| ククルア・クレイユ | 2022年8月12日 | 3月25日  | ククルア・クレイユ - Coucourua Creil - | 1.64             |                                    | ミクチャで実施された公開オーディションより選出                                                                 |
| 狐宵いなり         | 2023年3月10日 | 8月30日  | 狐宵いなり - Inari Koyoi -             | 0.164            | Re:AcT Gaming                      | メインプラットフォームはTwitch（狐宵いなり）                                                                   |
| 小夜シグレ         | 2023年3月10日 | 11月24日 | 小夜シグレ - Shigure Sayo -            | 0.0570           | Re:AcT Gaming                      | メインプラットフォームはTwitch（小夜シグレ）                                                                   |
| 天華あむ           | 2023年3月10日 | 7月16日  | 天華あむ - Amu Tenka -                 | 0.2020           | Re:AcT Gaming                      | メインプラットフォームはTwitch（天華あむ）                                                                     |
| 白妙とき           | 2024年4月26日 | 1月9日   | 白妙とき -Shirotae Toki-               | 0.0430           | Re:AcT Gaming                      | メインプラットフォームはTwitch（白妙とき）                                                                     |
| 白音ゆき           | 2025年3月8日  | 12月2日  | 白音ゆき -Shirane Yuki-                | 2.69             |                                    | 2020年3月1日から2021年12月31日までRe:AcTで活動していたが卒業し、2025年3月8日に再デビュー                       |
| 杏夜くもり         | 2025年3月20日 | 11月4日  | 杏夜くもり -Anya Kumori-               | 2.16             |                                    | 個人勢からの編入。2022年5/8にデビュー。                                                                        |
| レイラ・サマ       | 2025年3月20日 | 9月2日   | レイラ・サマ -Layla Sama-              | 0.3710           |                                    | |

### 過去の所属者

#### 卒業
- 鞍馬つむぎ（）（KAGAYAKISTARS第1期生 2018年7月13日 - 12月3日卒業[34]）
- 早乙女ぽえむ（）（KAGAYAKISTARS第1期生 2018年7月13日 - 12月3日卒業[34]）
- SuiSay（KAGAYAKISTARS男性部門→男性部門 2018年7月12日 - 12月31日解散[34]） - 4人組アイドルグループ。湊音みなみ以外の以下3名は同日を持って卒業。
  - 美影ルクス（）
  - 星屑れん（）
  - 折緒コウヤ（）
- 双理マイ（）（KAGAYAKISTARS第2期生→音楽部門 2018年9月14日 - 2019年9月14日卒業）
- 多々星シエル（）（KAGAYAKISTARS第2期生→音楽部門 2018年9月14日 - 2019年9月30日卒業）
- 天秤はかり（）（KAGAYAKISTARS第2期生→アイドル部門 2018年9月14日 - 2019年9月30日卒業）
- 夜霧メイ（）（KAGAYAKISTARS第2期生→ゲーム部門 2018年9月14日 - 2019年9月30日卒業）
- ゆにゆにこ（KAGAYAKISTARS候補生→候補生 2018年9月14日 - 2019年9月30日卒業）
- 黒音よみ（）（2020年3月1日[4][注釈 3] - 2021年2月28日[35][注釈 4]）
- Sugar Stella
  - 湊音みなみ（）
  - 唯牙コハク（）
  - 猫海せな（）
  - 輝澄カレン（）
  - 黄葉いおり（）
  - 皇噛ユカリ（）
- 綺羅星ウタ（）（KAGAYAKISTARS第1期生→音楽部門 2018年7月6日 - 2020年11月30日付で無期限活動休止したのち、2021年6月30日卒業[36]）
- 出雲めぐる（）（2020年6月29日[37] - 2021年6月30日[38]）
- 琴みゆり（）（KAGAYAKISTARS第1期生→マルチタレント部門 2018年7月6日 - 2021年10月3日）
- 白音ゆき（）（2020年3月1日[4][注釈 3] - 2021年12月31日[39]）
- 碧那アイル（）（2020年8月17日[40] - 2021年12月31日[39]）
- 犬望チロル（）（2020年4月30日 - 2022年3月31日卒業）
- 久檻夜くぅ（）（2020年6月29日 - 2022年3月31日卒業）
- 風海みかん（）（2020年8月30日 - 2022年10月10日卒業）
- 射貫まとい（）（2018年7月6日 - 2023年2月28日卒業）
- 姫熊りぼん（）（2019年9月17日 - 2023年9月30日卒業）
- 美睡シュカ（）（2022年8月12日 - 2023年10月30日）
- 宇佐美ユノ（）

（KAGAYAKISTARS第1期生 2018年7月6日 - 2024年1月31日）

#### 移籍
- 雷輝アンタレス（）（KAGAYAKISTARS第1期生→マルチタレント部門 2018年7月20日 - 12月31日事務所移籍[41]）
- かしこまり（個人勢→2021年10月30日Re:AcT移籍→2023年9月30日卒業・事務所移籍）

#### 契約解除
- 丑牡てぃあ（）（KAGAYAKISTARS第2期生→マルチタレント部門 2018年9月14日 - 2019年9月1日契約解除[42]）
- 瀧上りと（）（2020年1月22日[43] - 4月10日契約終了[44]）
- 神輿たらん（）

（2022年8月12日 - 2024年2月1日契約終了）
- 浅葱なぎさ（）

（2024年4月26日 - 2025年3月26日契約終了）

## コラボレーション
- 差し入れサービス「エルタマ」- 2020年7月実施の獅子神レオナおよび花鋏キョウオンラインライブ企画[45][46]、同年10月1日より所属タレントプレゼント受け取りサービス受託[47][48]

## 出演

### インターネット番組
- スマブラSP Re:AcT杯[49]（2018年12月18日、YouTube）
- Re:AcT presents VTuber歌謡祭[50]（2018年12月27日、Colon:）
- チョコを受け取る準備はいい? Re:AcT presents バレンタイン・イヴ SP[51]（2019年2月13日、YouTube）
- Re:ArizM[52][53]（2019年3月2日・4月13日、Colon:）

### イベント
2019年
- Re:A talK 〜はじめましてのお話し会〜（3月31日、fanispace） - 射貫まとい、綺羅星ウタ、天秤はかりが出演
- Re:A talK Vol.2（6月30日、新宿ヘッドパワー） - 宇佐美ユノ、琴みゆり、丑牡てぃあが出演
- ナゴヤVTuberまつり（6月2日、中京テレビ放送） - 花鋏キョウ、獅子神レオナが出演
- Re:A talK Vol.3（11月13日、秋葉原エンタス） - 花鋏キョウ、水瓶ミアが出演
- 「ちーむきゅーてぃくる、ついにイベントやります。」〜ちむきゅ大忘年会2019 in エンタス 〜（12月14日、秋葉原エンタス） - 湊音みなみ、水瓶ミア、獅子神レオナが出演
- Re:AcT クリスマスParty2019（12月21日、秋葉原エンタス） - 花鋏キョウ、射貫まとい、宇佐美ユノ、琴みゆり、唯牙コハク、夢川かなう、天川はの、姫熊りぼんが出演（宇佐美ユノは体調不良により当日欠席）
- バーチャル忘年会2019 in エンタス（12月28日、秋葉原エンタス） - 天川はの、姫熊りぼんが出演

2020年
- 感謝!感激!大宇宙! 〜祝!すたーべあ!初単独イベント〜（1月26日、ふぁにすぺーす原宿） - 天川はの、姫熊りぼんが出演
- ことまと弐零弐零（2月9日、秋葉原エンタス） - 射貫まとい、琴みゆりが出演
- まりなす（仮）vs Re:AcT〜2日遅れのバレンタインパーティ〜（2月16日、秋葉原エンタス）
- ユイしあ×すたーべあ!対バン（3月7日、秋葉原エンタス） - 天川はの、姫熊りぼんが出演
- ネットおしゃべりフェス Re:AcT summer fes編（8月30日、Zoom） - 花鋏キョウ、獅子神レオナ、水瓶ミア、夢川かなう、姫熊りぼん、天川はの、白音ゆき、黒音よみ、丸餅つきみ、犬望チロル、出雲めぐるが出演
- 東京タワー花火大会XR〜COSMIC FLOWER〜（9月6日、文化放送メディアプラスホール・ザ・プリンス パークタワー東京・東京タワー） - 花鋏キョウが出演
- TOKYO IDOL FESTIVAL オンライン 2020（10⽉3・4⽇ SPWNでのバーチャルライブ） - 花鋏キョウが出演
- Virtual Music Award 2020（12月28日 立川ステージガーデン） - 花鋏キョウ、獅子神レオナが出演

### ライブ
2019年
- Re:A projecT -THE LIVE-（5月27日、恵比寿CreArt） - 獅子神レオナ、多々星シエル、夜霧メイが出演
- 花鋏キョウ VR LIVE -Sprot-（6月1日）
- 花鋏キョウ 1st LIVE -Blooming-（7月19日、白金高輪SELENE STUDIO）
- 獅子神レオナ 1st VR LIVE 〜Trick or Leona?〜（10月19日）
- 獅子神レオナ 1stワンマンライブ（12月7日、SPWN@池袋HUMAXシネマズ）

2020年
- 花鋏キョウ 2ndワンマンライブ（3月28日予定 公演延期、秋葉原エンタス）
  - 花鋏キョウ 1st Online Oneman Live（7月25日、ニコニコ動画・bilibili） - 上記ライブ代替、第2部のみ一般公開

- えいっえいおー !! 〜すたーべあ! 1st ONE-MAN LIVE〜（4月12日予定 公演延期、秋葉原エンタス）
- 獅子神レオナ 2nd ワンマンライブ Hallo World、本日は晴天なり!（6月20日予定 公演延期、harevutai）
- Sugar Stella 1st online live「Flag of Stella Chapter.0」（12月13日、ニコニコ生放送） - 湊音みなみ、皇噛ユカリ、唯牙コハク、黄葉いおり、猫海せな、輝澄カレン ライブ
- SHINKAI FES（12月19日 エルセとさめのぽきオンライン無料ライブ） - 花鋏キョウが出演
- 花鋏キョウ Special NIGHT（12月20日 日清食品 POWER STATION [REBOOT]） - 花鋏キョウ ライブ
- Re:AcT年末オンラインイベント『-Start:Up-』（12月27日）
- 花鋏キョウ×獅子神レオナ Online Duet LIVE 「Dent de lion」（12月27日 ニコニコ生放送・bilibili）

2021年
- LEONA presents Special LIVE（1月30日 日清食品 POWER STATION [REBOOT]） - 獅子神レオナ
- Dimension Labels Virtual Music Festival（3月27・28日 オンライン） - 花鋏キョウ、獅子神レオナが出演
- V-Carnival（4月3・4日 オンライン） - 花鋏キョウ、獅子神レオナが出演

## ディスコグラフィ
2018年8月27日、TOKOTOKO（西沢さんP）のプロデュースにより綺羅星ウタと星屑れんの楽曲「本日は星天なり」が制作された。同日にオリジナルビデオミュージックコンテストの開催が発表された。同年10月9日に結果発表が行われ、綺羅星ウタ賞を受賞したりんごちゃんとTOKOTOKO賞を受賞した星街すいせいが綺羅星ウタVer.、星屑れん賞を受賞したすやむにゃが星屑れんVer.のオリジナルPVを手掛けた。
2019年4月3日には、花鋏キョウのオリジナル楽曲、同年5月20日には『Re:A ProjecT』のオリジナル楽曲の製作が発表された。

### デジタル配信
2018年9月3日に「本日は星天なり」の綺羅星ウタVer.と星屑れんVer.、2019年4月3日に花鋏キョウの「蒼に躊躇う」、同年5月20日にRe:A ProjecTの楽曲が各配信サイトで配信開始。

### 音楽レーベル
2020年12月1日に音楽レーベル『ReAliz（リアライズ）』『kaleidscope（カレイドスコープ）』『sinkirow（シンキロウ）』を設立。

#### ReAliz
| 発売日        | タイトル           | アーティスト |
| ------------- | ------------------ | ------------ |
| 2020年12月2日 | ナンセンス・ワード | 獅子神レオナ |
| 2021年1月29日 | Dice of Fate       | 宇佐美ユノ   |

#### kaleidscope
| 発売日         | タイトル      | アーティスト              |
| -------------- | ------------- | ------------------------- |
| 2020年12月2日  | Starry        | 花鋏キョウ                |
| 2020年12月25日 | Dent de lion  | 花鋏キョウ × 獅子神レオナ |
| 2020年12月25日 | Honeycomb     | 天川はの                  |
| 2021年1月29日  | Egoistic Love | 黒音よみ                  |

#### sinkirow
| 発売日        | タイトル       | アーティスト |
| ------------- | -------------- | ------------ |
| 2020年12月2日 | フェーデ       | 白音ゆき     |
| 2021年1月29日 | リトラタンの森 | 姫熊りぼん   |

#### その他
レーベル発足以前に発表。
シングル
| 発売日        | タイトル   |
| ------------- | ---------- |
| 2019年4月3日  | 蒼に躊躇う |
| 2020年5月2日  | Daisy      |
| 2020年6月30日 | Moment     |
| 2020年7月25日 | 約束の花   |

| 発売日        | タイトル                   |
| ------------- | -------------------------- |
| 2019年9月25日 | Brightenin’ Hope           |
| 2020年5月2日  | 5月のせいにして。          |
| 2020年11月7日 | レイニーデイリーファンキー |

| 発売日        | タイトル |
| ------------- | --- |
| 2020年7月29日 | フルスロットル☆すーぱーのゔぁ/スタ→ト!フルスロットル☆すーぱーのゔぁ/スタ→ト! 【りぼん盤】フルスロットル☆すーぱーのゔぁ/スタ→ト! 【はの盤】 |

| 発売日         | タイトル |
| -------------- | -------- |
| 2020年10月16日 | Re:StarT |

アルバム

### 参加作品
| 発売日        | 商品名                                              | 曲 | 楽曲                         | 備考                                                        |
| ------------- | --------------------------------------------------- | --- | ---------------------------- | ----------------------------------------------------------- |
| 2021年12月8日 | e-ma e-maプロジェクト『e-ma e-ma』+ 花鋏キョウ Ver. | 月ノ美兎、ミライアカリ、電脳少女シロ、ときのそら、もこ田めめめ、星街すいせい、湊あくあ、花鋏キョウ、音霊魂子 | 「e-ma e-ma（全員合唱ver）」 | UHA味覚糖「e-maのど飴」CMソング                             |
| 2021年12月8日 | e-ma e-maプロジェクト『e-ma e-ma』+ 花鋏キョウ Ver. | 花鋏キョウ                                                                                                   | 「花鋏キョウ ソロVer.」      | UHA味覚糖「e-maのど飴」CMソング                             |
| 2022年6月29日 | last cross - from CrosSing                          | 獅子神レオナ                                                                                                 | 「last cross」               | カバーソングプロジェクト『CrosSing - Music&Voice-』配信楽曲 |